# Skútustaðahreppur

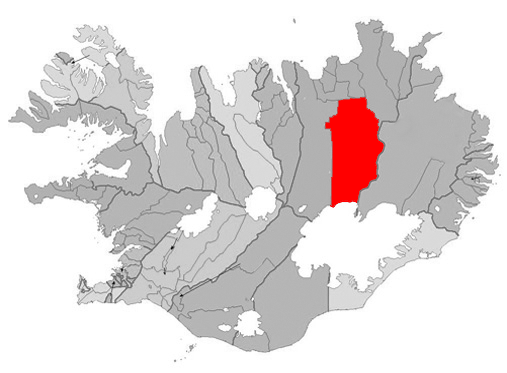
Położenie gminy Skútustaðahreppur na mapie administracyjnej kraju

Skútustaðahreppur – gmina w północno-wschodniej Islandii, w regionie Norðurland eystra. Obejmuje rozległe wyżynne obszary w środkowej części wyspy od lodowca Vatnajökull na południu po okolice jeziora Mývatn na północy. Wschodnia granica gminy biegnie wzdłuż rzeki Jökulsá á Fjöllum od miejsca jej wypływu z lodowca Vatnajökull aż do okolic wodospadu Dettifoss. Zachodnia granica ma przebieg południkowy nienawiązujący do naturalnych form terenu. Gmina Skútustaðahreppur jest jedną z niewielu gmin Islandii bez dostępu do morza. 
Gmina Skútustaðahreppur jest największą pod względem powierzchni gminą w regionie Norðurland eystra. Większość jej obszaru jest niezamieszkana. Spośród blisko 500 mieszkańców gminy (2018) większość osiedliła się w okolicy jeziora Mývatn. Największą osadę Reykjahlíð, położona na północno-wschodnim brzegu tego jeziora, zamieszkuje 208 osób.
Większa część obszaru gminy objęta jest ochroną. W ramach Parku Narodowego Vatnajökull na terenie gminy chronione są, poza fragmentem lodowca, płaskowyż wulkaniczny pola lawowego Ódáðahraun z górującymi nad nim wulkanem tarczowym Trölladyngja, masywem Dyngjufjöll (z wulkanem Askja i jeziorem kalderowym Öskjuvatn) oraz masywem Herðubreið. 
W ramach obszaru chronionego jeziora Mývatn i rzeki Laxá chronione są okolice tego jeziora, w szczególności formy wulkaniczne: wygasły wulkan Hverfjall oraz nietypowo ukształtowane pole lawowe Dimmuborgir. Charakterystyczne dla tego obszaru są również pseudokratery, najbardziej znane Skútustaðagígar na południowym krańcu jeziora, które powstały na skutek erupcji freatycznych, czyli na skutek kontaktu magmy z wodą. Jezioro Mývatn stanowi również jedno z najbogatszych siedlisk ptaków wodnych na świecie.